# Snejinsk
Snejinsk (în rusă Снежинск) este un oraș din regiunea Celiabinsk, Federația Rusă, cu o populație de 50.500 locuitori (2005). Până în 1991, denumirea orașului a fost Celiabinsk-70.  În orașul Snejinsk a exista un centru de cercetare atomică.